# グレゴリオ・グラシア・サンチェス
ゴリ（Gori）ことグレゴリオ・グラシア・サンチェス（Gregorio Gracia Sánchez、2002年3月15日 - ）は、スペイン・カタルーニャ州アレニス・デ・ムン出身のサッカー選手。RCDエスパニョールB所属。ポジションはMF。

## クラブ経歴
カタルーニャ州のアレニス・デ・ムンに生まれ、2015年にRCDエスパニョールのカンテラに入団した。
2021年8月14日、ラ・リーガのCAオサスナ戦にて、ダビド・ロペスとの交代でトップチームデビューを果たした。